# 임실군
임실군(任實郡)은 대한민국 전북특별자치도 중남부에 있는 군이다.

## 역사
| Daedongyeojido (Gyujanggak) 17-04.jpg |
| Daedongyeojido (Gyujanggak) 18-04.jpg |

임실(任實)이란 지명은 삼국시기(三國史記) 지리조(地理條)에  백제 임실군(任實郡)이었으며 신증동국여지승람(新增東國輿地勝覽)의 비고(備考)에 잉힐군(仍肹郡)이었다는 기록도 있다, 경덕왕 16년(757)개편때도 임실군으로 이어갔다.
백제때 속현으로 마돌현(馬突縣:지금의 진안군 마령면 일원)과 거사물현(居斯物縣:지금의 임실군 지사,오수면 일원)을 두었다. [임실]은 한자 취음으로 "임"은 "그립고 사랑하는 사람", "실"은 실(谷:마을)로 '서울'처럼 순우리말로 전해지는 지명이다.
고려때는 남원부 진관에 속하였다가 고려 명종(明宗) 2년에 감무(監務)를 두었다. 조선 태종(太宗) 13년에 임실현으로 삼았으며 감무를 고쳐 현감(縣監)으로 삼았다.
임실의 별칭은 운수(雲水)이다. 운수는 조선시대 임실현청의 객사와 군기고 부근에 있었던 운수정(雲水井)에서 유래하였다. 전하기를 신관(新官)이 부임하면 처음 이 우물물을 마시게 하였는데, 이렇게 운수정 우물을 마신 사람은 아무리 성급하고 포악한 관리라 하더라도 선정을 베풀게 되었다고 한다.
- 1895년 6월 23일(음력 윤5월 1일) 23부제 개편때 전라도 임실현을 남원부 임실군으로 개편하였다.[2]
- 1896년 8월 4일 13도 개편때  전라북도(全羅北道) 임실군으로 개편하였다.[3]
- 1906년 남원군 둔덕면, 오지면, 석현면, 아산면, 말천면, 영계면 등 조선시대 남원부 6개방이 임실군에 편입되었다. (24면)
- 1914년 4월 1일 지사면, 덕고면 일부가 임실군에 편입되었으며, 일도면,이인면,신안면,대곡면을 합면하여 일실면으로, 상동면, 하동면을 성수면으로 , 상북면, 하북면을 오천면으로,구고면과 옥전면을 청웅면으로, 영계면을 순창군에 편입하는 등의 개편을 하였다. (12면)

| 조선총독부령 제111호 |             |                                                                                |             |
| 구 행정구역 | 신 행정구역 | 신 행정구역                                                                    | 신 행정구역 |
| 임실군 일도면(一道面) 계치리/갈마동 일부/해평리 일부/이도리 일부, 내두곡/외두곡/(상북면)화성리 일부, 중성리/가동 일부/상성리 일부, 무등곡/오정리/남성리/화개리/상성리 일부, 신기/중동/교촌/식산리/이도리 일부/해평리 일부/갈마동 일부/가동 일부, 감성동/(대곡면)평교리 일부/하리 일부                                                                             | 임실면      | 갈마리, 두곡리, 성가리, 오정리, 이도리, 감성리                                 |             |
| 임실군 이인면(里仁面) 두만리/지산리, 노전리/망정리/갈양동/심동/독산리, 내정리/외정리 | 임실면      | 두만리, 이인리, 정월리                                                         |             |
| 임실군 신안면(新安面) 금동/낙촌/정촌/장재동 일부/신촌 일부/현곡 일부, 연화곡/현곡 일부, 사치리/장재동 일부/신촌 일부 | 임실면      | 신안리, 현곡리, 장재리                                                         |             |
| 임실군 대곡면(大谷面) 상리/하리 일부/평교리 일부 | 임실면      | 대곡리                                                                         |             |
| 임실군 강진면(江津面) 상강리/신촌/대강리 일부/서창리 일부/부흥리 일부, 이목리/가정리/부흥리 일부/대강리 일부, 갈담 일부, 장동/교항리/갈담 일부, 상중방리/하중방리 일부/갈담 일부, 용산리/수동/대기리, 양지리/주소/옥정리 일부/문치 일부, 용강리/빙방리/산막리/문치 일부/옥정리 일부, 죽원/내동/상기리/율치/용동 일부, 오치/용동 일부/하중방리 일부/(구고면)이윤동 | 강진면      | 백련리, 부흥리, 갈담리, 회진리, 필봉리, 용수리, 옥정리, 문방리, 학석리, 방현리 |             |
| 임실군 덕치면(德峙面) 상두동/신기리/하두동 일부/양지리 일부, 자경리/평지리/양지리 일부/하두동 일부/가곡리 일부, 원치/가곡리 일부/천내리 일부/(아산면)남촌 일부, 천내리 일부/구담리 일부, 암치리/장산리 일부/신촌 일부/구담리 일부/중주원 일부, 일구지리/중주원 일부/신촌 일부, 고덕치/사기리, 백양동/물우리/장산리 일부                                           | 덕치면      | 두지리, 사곡리, 가곡리, 천담리, 장암리, 일중리, 회문리, 물우리                 |             |
| 임실군 구고면(九皐面) 양지리/고양리/평지리/원동 일부/두복리 일부/(옥전면)만지리 일부, 두복리 일부, 애풍리/성전리/청룡리/암포리/원동 일부 | 청웅면      | 구고리, 두복리, 향교리                                                         |             |
| 임실군 옥전면(玉田面) 발산리/명교리 일부/(강진면)서창리 일부, 석두리/만지리 일부, 입석리/주치리/조항리/명교리 일부, 상용산리/하용산리/명동, 청계동/명교리 일부 | 청웅면      | 남산리, 석두리, 옥석리, 옥전리, 청계리                                         |             |
| 임실군 둔덕면(屯德面) 대촌 일부, 상둔리/하둔리/신기리 일부/동촌 일부, 동촌 일부/우번리 일부, 신기리 일부, 용정동 일부/신기리 일부/대촌 일부, 구장리/운교리/우번리 일부/(남원군 사동면)손율촌 일부 | 둔남면      | 대정리, 둔기리, 둔덕리, 신기리, 용정리, 용두리                                 |             |
| 임실군 남면(南面) 평당리/종동/군곡리, 남악리/국평/순우/(오지면)어은동 일부/(남원군 지사면)옥산리 일부/(남원군 덕고면)상리 일부/상신촌, 냉천리/봉산리 일부/(하동면)대판리 일부, 평촌/오동리 일부/금산동 일부/주천리 일부, 오촌/한암리 일부, 주천리 일부/한암리 일부/금산동 일부/오동리 일부                                                                        | 둔남면      | 군평리, 대명리, 봉천리, 오산리, 오암리, 주천리                                 |             |
| 남원군 덕고면(德古面) 상리 일부/금암리 일부/후리/차후리/동리/서촌/(임실군 둔덕면)평사리/관월리/신기리 일부 | 둔남면      | 오수리                                                                         |             |
| 임실군 오지면(梧枝面) 망정리/면치리/중신기/덕림리/가동 일부, 망전리/가동 일부, 비아리/화촌/오지리/회룡동 일부/(주천면)목지동 일부 | 삼계면      | 신정리, 망전리, 오지리                                                         |             |
| 임실군 아산면(阿山面) 봉현리/증산리 일부/후천리 일부/(석현면)홍곡 일부/(남원군 성남면)가현리 일부, 세심정/법촌/택승정 일부/증산리 일부, 사촌/수동/남촌 일부/택승정 일부, 오류동/광제정/후천리 일부 | 삼계면      | 봉현리, 세심리, 학정리, 후천리                                                 |             |
| 임실군 석현면(石峴面) 산수동/동산리/(주천면)해곡리 일부, 탑전리/유천리/과평리 일부/(주천면)해곡리 일부, 죽계리/신평리, 용동/저산리/홍곡 일부/과평리 일부 | 삼계면      | 산수리, 삼계리, 죽계리, 홍곡리                                                 |             |
| 임실군 말천면(秣川面) 외뇌천/내뇌천 일부/해곡리 일부, 하목동/상목동/양후동 일부, 음후동/양후동 일부/내뇌천 일부/(오지면)회룡동 일부, 강촌/목지동 일부, 목지동 일부/(오지면)어은동 일부/사촌 | 삼계면      | 뇌천리, 덕계리, 두월리, 삼은리, 어은리                                         |             |
| 임실군 상동면(上東面) 도인동/비슬리/(상북면)비슬리 일부, 세동/삼봉리, 지암리/수철리/수근리, 양지리/하저리/가정리, 한치/효촌/평지리, 원증리/왕방리, 주암리/구암리/대운리/응암리/양암리 | 성수면      | 도인리, 삼봉리, 성수리, 양지리, 오봉리, 왕방리, 태평리                         |             |
| 임실군 하동면(下東面) 신계월리/덕치/구계월리 일부/오류동 일부, 천동/구곡리 일부, 오류동 일부/대판리 일부/(남면)봉산리 일부, 성저리/수월리/신촌/월굴리/구곡리 일부/구계월리 일부 | 성수면      | 봉강리, 삼청리, 오류리, 월평리                                                 |             |
| 임실군 상북면(上北面) 중촌/금당리/화성리 일부, 주천/덕곡/(하북면)횡암리 일부, 도봉, 용방리, 병암리/가정리 일부, 관촌/유산리 일부/공덕리 일부, 슬치 | 오천면      | 금성리, 덕천리, 도봉리, 용산리, 병암리, 선천리(仙川里)[4], 슬치리              |             |
| 임실군 하북면(下北面) 막동/방동, 방현/(상북면)공덕리 일부/유산리 일부, 벌림정/횡암리 일부/(진안군 일서면)평지리 일부, 상귀리/월운리, 신전리/하귀리/신촌, 고덕리/입암리/구암리, 상회리/대학동/상리/하회리/봉두리 | 오천면      | 방수리, 방현리, 복흥리, 상월리, 신전리, 운수리, 회봉리                         |             |
| 임실군 상운면(上雲面) 금계리/기동/시랑동/백운리, 마근치/둔기리/백암리/여우치 일부, 어리동/입석리/구사리/사량리 일부, 기암리/사량리 일부/(상신덕면)대죽치 일부/소죽치, 선거리/시목동/후동, 운암리/서지동/벌정리/저동/교촌/궁기리/냉천리, 월면리 일부, 도마리/지촌, 광석리/학산리/월면리 일부                                                                       | 운암면      | 금기리, 마암리, 입석리, 사량리, 선거리, 운암리, 운정리, 월면리, 지천리, 학암리 |             |
| 임실군 하운면(下運面) 내마리/용동/불암리, 종치리/박흔리, 거둔리/박곡 | 운암면      | 용운리, 운종리, 청운리                                                         |             |
| 임실군 상신덕면(上新德面) 고치리, 상가리/하가리 일부/피암리 일부, 마전리/월평리/피암리 일부, 용암리/대죽치 일부 | 운암면      | 쌍암리                                                                         |             |
| 임실군 상신덕면(上新德面) 고치리, 상가리/하가리 일부/피암리 일부, 마전리/월평리/피암리 일부, 용암리/대죽치 일부 | 신평면      | 가덕리, 덕암리, 용암리                                                         |             |
| 임실군 신평면(新平面) 대리/(상북면)가정리 일부, 하천리/상천리 일부/도곡 일부/(상신덕면)하가리 일부, 청운동/창인리/필동, 재류봉/상천리 일부, 도곡 일부, 토고지/도곡 일부, 지장동/도곡 일부 | 신평면      | 대리, 원천리, 창인리, 호암리                                                   |             |
| 임실군 신평면(新平面) 대리/(상북면)가정리 일부, 하천리/상천리 일부/도곡 일부/(상신덕면)하가리 일부, 청운동/창인리/필동, 재류봉/상천리 일부, 도곡 일부, 토고지/도곡 일부, 지장동/도곡 일부 | 신덕면      | 금정리, 오궁리, 지장리                                                         |             |
| 임실군 하신덕면(下新德面) 내량리/외량리/방길리, 수촌/율치, 신기리/물염리/학산리/장리, 사기소/어은리, 애치, 조월리 | 신덕면      | 삼길리, 수천리, 신덕리, 신흥리, 월성리, 조월리                                 |             |
| 남원군 지사면(只沙面) 관기리/대산리/안화동 일부, 대정동/안화동 일부/원산리 일부, 금곡동/목평리/주암리 일부, 원산리 일부/사촌 일부, 계촌리/사촌 일부/영천동 일부/(장수군 외진전면)당동 일부/신덕리 일부, 제동/삼산동/실곡동/주암리 일부/현계동 일부/옥산리 일부/(장수군 외진전면)당동 일부, 옥산리 일부/현계동 일부/(덕고면)상리 일부                              | 지사면      | 관기리, 안하리, 금평리, 원산리, 영천리, 방계리, 계산리                         |             |
- 1935년 3월 1일 오천면을 관촌면으로 개칭하였다.[5]
- 1965년 7월 5일 운암면 하운암출장소를 설치하였다.[6]
- 1979년 5월 1일 임실면을 임실읍으로 승격하였다.[7] (1읍 11면)
- 1983년 2월 15일 남원군 덕과면 금암리를 임실군 둔남면(現 오수면)에 편입하였다.[8]
- 1987년 1월 1일 정읍군 산내면 종성리 일부(종성3리)를 임실군 강진면 용수리에 편입하였다.[9]
- 1990년 4월 1일 관촌면 금성리를 임실읍으로 편입하였다.[10]
- 1992년 8월 10일 둔남면을 오수면으로 개칭하였다.[11]
- 1994년 12월 12일 삼계면 신정리·망전리를 임실읍으로 편입하였다.[12]
- 1997년 2월 6일 임실군 지사면 영천리·방계리 각 일부와 장수군 산서면 사상리의 경계를 조정하였다.[13]
- 1998년 8월 1일 임실군 오수면 둔덕리·용두리와 남원시 사매면 서도리·월평리의 경계를 조정하였다.[14]
- 1998년 10월 7일 운암면 하운암출장소를 폐지하였다.[15]
- 2024년 1월 18일 법률 제19430호로 전라북도 임실군에서 전북특별자치도 임실군으로 개편되었다.

## 지리
임실군은 동쪽으로 진안군, 장수군, 남원시 서쪽으로는 순창군, 정읍시, 북쪽으로는 완주군과 각각 접하고 있다. 도청 소재지인 전주시와는 29km 거리에 위치해 있다.
노령산맥에서 뻗어내린 지맥은 서북쪽으로 성수면의 성수산을 만들고 서남쪽으로는 강진면의 백련산, 덕치면의 회문산을 이루고 있으며, 진안군 부귀면, 백운면에서 발원한 소하천은 관촌, 신편, 신덕, 운암 등 여러 줄기를 합하여 섬진강 상류를 이루고 옥정호에 모이게 되어 산자수려한 지형을 이루고 있다.

### 기후
| 임실기상관측소 (임실군 임실읍 이도리, 해발 247.04m)의 기후 | 임실기상관측소 (임실군 임실읍 이도리, 해발 247.04m)의 기후 | 임실기상관측소 (임실군 임실읍 이도리, 해발 247.04m)의 기후 | 임실기상관측소 (임실군 임실읍 이도리, 해발 247.04m)의 기후 | 임실기상관측소 (임실군 임실읍 이도리, 해발 247.04m)의 기후 | 임실기상관측소 (임실군 임실읍 이도리, 해발 247.04m)의 기후 | 임실기상관측소 (임실군 임실읍 이도리, 해발 247.04m)의 기후 | 임실기상관측소 (임실군 임실읍 이도리, 해발 247.04m)의 기후 | 임실기상관측소 (임실군 임실읍 이도리, 해발 247.04m)의 기후 | 임실기상관측소 (임실군 임실읍 이도리, 해발 247.04m)의 기후 | 임실기상관측소 (임실군 임실읍 이도리, 해발 247.04m)의 기후 | 임실기상관측소 (임실군 임실읍 이도리, 해발 247.04m)의 기후 | 임실기상관측소 (임실군 임실읍 이도리, 해발 247.04m)의 기후 | 임실기상관측소 (임실군 임실읍 이도리, 해발 247.04m)의 기후 |
| 월                                                         | 1월                                                        | 2월                                                        | 3월                                                        | 4월                                                        | 5월                                                        | 6월                                                        | 7월                                                        | 8월                                                        | 9월                                                        | 10월                                                       | 11월                                                       | 12월                                                       | 연간                                                       |
| ---------------------------------------------------------- | ---------------------------------------------------------- | ---------------------------------------------------------- | ---------------------------------------------------------- | ---------------------------------------------------------- | ---------------------------------------------------------- | ---------------------------------------------------------- | ---------------------------------------------------------- | ---------------------------------------------------------- | ---------------------------------------------------------- | ---------------------------------------------------------- | ---------------------------------------------------------- | ---------------------------------------------------------- | ---------------------------------------------------------- |
| 역대 최고 기온 °C (°F)                                     | 16.1 (61.0)                                                | 21.9 (71.4)                                                | 25.1 (77.2)                                                | 30.6 (87.1)                                                | 33.8 (92.8)                                                | 34.7 (94.5)                                                | 37.1 (98.8)                                                | 37.5 (99.5)                                                | 33.4 (92.1)                                                | 29.8 (85.6)                                                | 25.8 (78.4)                                                | 19.6 (67.3)                                                | 37.5 (99.5)                                                |
| 일평균 최고 기온 °C (°F)                                   | 3.8 (38.8)                                                 | 6.5 (43.7)                                                 | 12.1 (53.8)                                                | 18.7 (65.7)                                                | 23.7 (74.7)                                                | 27.1 (80.8)                                                | 29.1 (84.4)                                                | 29.8 (85.6)                                                | 26.0 (78.8)                                                | 20.6 (69.1)                                                | 13.4 (56.1)                                                | 6.0 (42.8)                                                 | 18.1 (64.6)                                                |
| 일일 평균 기온 °C (°F)                                     | −2.5 (27.5)                                                | −0.3 (31.5)                                                | 4.6 (40.3)                                                 | 10.7 (51.3)                                                | 16.3 (61.3)                                                | 20.8 (69.4)                                                | 24.1 (75.4)                                                | 24.4 (75.9)                                                | 19.5 (67.1)                                                | 12.5 (54.5)                                                | 6.0 (42.8)                                                 | −0.4 (31.3)                                                | 11.3 (52.3)                                                |
| 일평균 최저 기온 °C (°F)                                   | −8.0 (17.6)                                                | −6.2 (20.8)                                                | −2.0 (28.4)                                                | 3.2 (37.8)                                                 | 9.3 (48.7)                                                 | 15.5 (59.9)                                                | 20.5 (68.9)                                                | 20.4 (68.7)                                                | 14.4 (57.9)                                                | 6.2 (43.2)                                                 | −0.1 (31.8)                                                | −5.9 (21.4)                                                | 5.6 (42.1)                                                 |
| 역대 최저 기온 °C (°F)                                     | −24.4 (−11.9)                                              | −21.8 (−7.2)                                               | −13.8 (7.2)                                                | −7.1 (19.2)                                                | −0.8 (30.6)                                                | 4.2 (39.6)                                                 | 10.6 (51.1)                                                | 8.8 (47.8)                                                 | 2.6 (36.7)                                                 | −4.9 (23.2)                                                | −17.0 (1.4)                                                | −21.9 (−7.4)                                               | −24.4 (−11.9)                                              |
| 평균 강수량 mm (인치)                                      | 28.5 (1.12)                                                | 36.9 (1.45)                                                | 53.8 (2.12)                                                | 83.6 (3.29)                                                | 85.9 (3.38)                                                | 142.4 (5.61)                                               | 312.0 (12.28)                                              | 312.1 (12.29)                                              | 138.3 (5.44)                                               | 58.1 (2.29)                                                | 50.7 (2.00)                                                | 33.3 (1.31)                                                | 1,335.6 (52.58)                                            |
| 평균 강수일수 (≥ 0.1 mm)                                   | 9.2                                                        | 7.4                                                        | 8.7                                                        | 8.8                                                        | 8.8                                                        | 10.9                                                       | 16.0                                                       | 15.3                                                       | 9.1                                                        | 6.4                                                        | 8.3                                                        | 9.6                                                        | 118.5                                                      |
| 평균 상대 습도 (%)                                         | 73.4                                                       | 68.6                                                       | 65.8                                                       | 63.3                                                       | 66.7                                                       | 72.9                                                       | 79.3                                                       | 78.8                                                       | 76.9                                                       | 74.4                                                       | 73.5                                                       | 74.2                                                       | 72.3                                                       |
| 평균 월간 일조시간                                         | 154.3                                                      | 168.8                                                      | 203.1                                                      | 219.8                                                      | 234.2                                                      | 179.9                                                      | 148.5                                                      | 169.0                                                      | 175.1                                                      | 190.7                                                      | 155.7                                                      | 143.5                                                      | 2,142.6                                                    |
| 출처: 기상청 (평년값: 1991년~2020년, 극값: 1970년~현재)    |                                                            |                                                            |                                                            |                                                            |                                                            |                                                            |                                                            |                                                            |                                                            |                                                            |                                                            |                                                            |                                                            |

## 행정 구역
임실군의 행정 구역은 1읍 11면 255행정리(131법정리)으로 구성되어 있다. 임실군의 면적은 서울특별시와 비슷한 597 km2이며, 전북특별자치도 전체 면적의 7.4%를 차지한다. 인구는 2015년 12월말 주민등록 기준으로 3만271 명, 1만4269 가구이고, 그 중 24.46%가 임실읍에 거주한다.

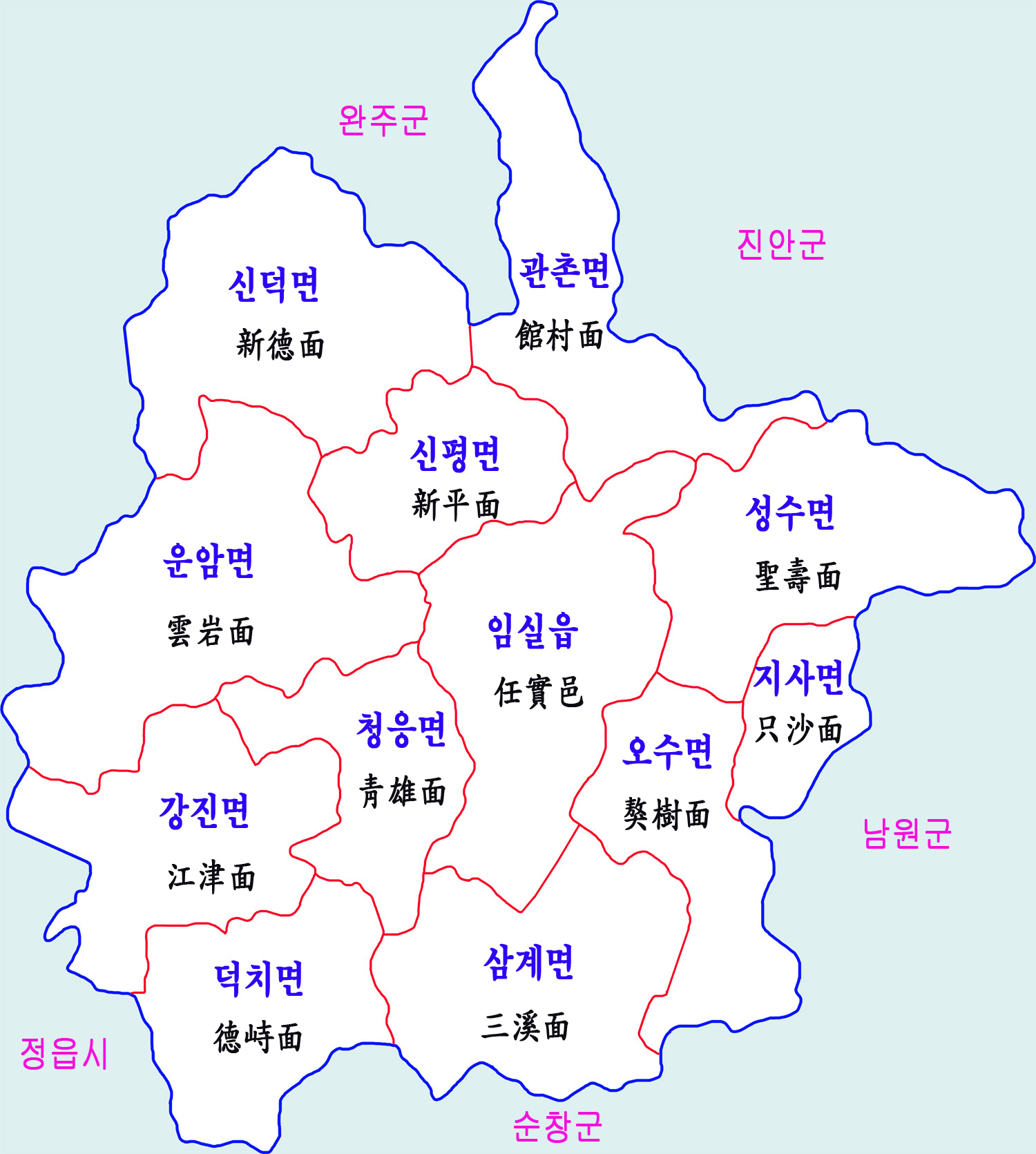

| 읍·면  | 한자   | 면적   | 인구   | 세대   |
| ------ | ------ | ------ | ------ | ------ |
| 임실읍 | 任實邑 | 67.66  | 7,405  | 3,275  |
| 청웅면 | 靑雄面 | 34.77  | 1,515  | 727    |
| 운암면 | 雲岩面 | 76.16  | 1,828  | 911    |
| 신평면 | 新平面 | 33.7   | 1,762  | 900    |
| 성수면 | 聖壽面 | 60.36  | 1,852  | 896    |
| 오수면 | 獒樹面 | 40.49  | 4,367  | 2,007  |
| 신덕면 | 新德面 | 65.78  | 1,496  | 736    |
| 삼계면 | 三溪面 | 54.08  | 1,684  | 883    |
| 관촌면 | 館村面 | 53.63  | 3,838  | 1,711  |
| 강진면 | 江津面 | 50.61  | 1,797  | 869    |
| 덕치면 | 德峙面 | 42.08  | 1,306  | 688    |
| 지사면 | 只沙面 | 17.79  | 1,421  | 666    |
| 임실군 | 任實郡 | 597.09 | 30,271 | 14,269 |

## 주요 기관
- 국립임실호국원 - 조국 수호를 위하여 신명을 바치신 국가유공자 및 참전 유공자들이 영면하는 호국의 성지이다. 애국 정신 함양을 위한 호국의 성지로 활용하기 위하여 2002년 설립된 대한민국 국가보훈처 소속의 국립묘지이다. (강진면)
- 전주지방법원 임실군법원 (임실읍)
- 임실경찰서 (임실읍)

## 산업 경제

### 특산물
- 임실치즈(Imsil cheese)는 임실을 대표하는 특산물이다. 1959년 한국에 온 벨기에의 선교사 지정환(본명 디디에 세르스테반스) 신부가 1966년 전북특별자치도 임실군에서 치즈를 생산하면서 시작되었다. 1968년 프랑스에서 치즈 기술자가 방문하여 카망베르 치즈를 만들었으나 보급에 실패하였고, 1969년 지정환 신부가 직접 유럽에 세 달을 머무르며 치즈 제조 기술을 배우고 와서 1970년 체더 치즈를 만들었다. 이후 조선호텔과 계약이 성사되어 대량으로 납품하게 되어 치즈생산이 본궤도에 오르게 되었다임실치즈테마파크

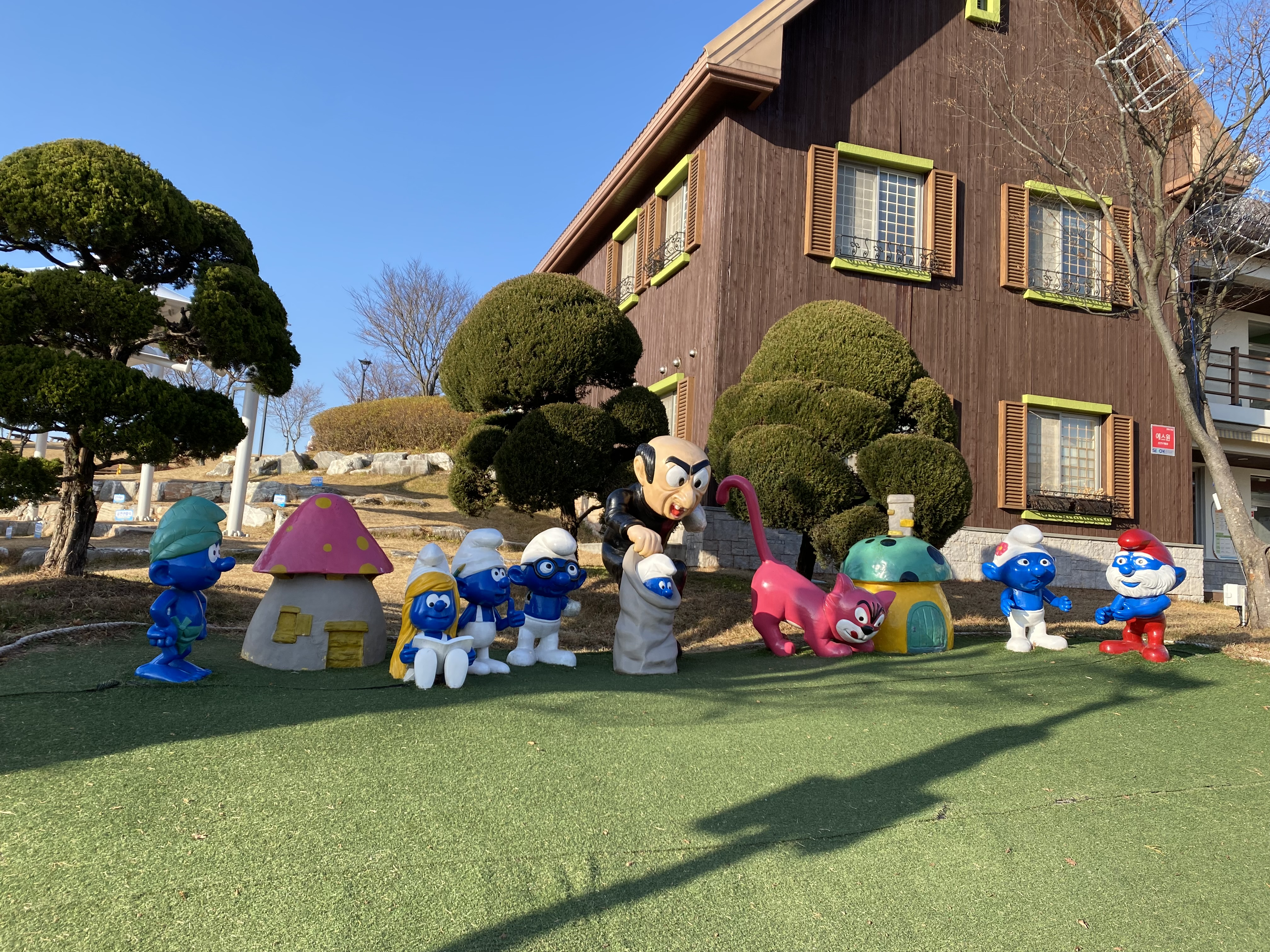
임실치즈테마파크

### 농공단지
- 오수농공단지 (오수면) - 식품, 금속가공 등 18업체
- 신평농공단지 (신평면) - 식품, 화장지, 가구 제작 등 8업체
- 임실농공단지 (임실읍)- 금속, 에너지 비축업 등 2업체

## 문화

### 보물
- 임실 진구사지 석등은 신평면 용암리 188-1에 위치하고 있다. 1963년 1월 21일 보물로 지정되었다.
- 전북특별자치도 임실군 신평면 용암리의 진구사지에 있는 석등으로, 전북대학교 박물관에서 1992년부터 2001년까지 다섯차례의 발굴조사를 통해 진구사지라는 것이 밝혀짐에 따라 2010년 9월부터 <용암리사지석등>에서 <진구사지석등>으로 이름을 고쳐 부르게 되었다. 진구사는 『三國遺事』에 普德의 제자 寂滅과 義融이 창건했다는 기록이 있어, 열반종사찰로만 주목받아 왔다. 그러나 최근 진구사지 고복형석등과 실상사 고복형석등의 비교를 통해 진구사가 통일신라시대 실상산문에 소속된 선종사찰이었다는 견해가 제기되었으며, 고려시대에는 조계종에서 천태종으로 종파가 또 한번 바뀌었다. 조선 전기인 1407년(태종 7)에는 88개의 자복사(資福寺) 중 하나로 지정하였다는 기록을 확인할 수 있는데, 이후 임진왜란 때 소실하였다고 전한다.
- 높이 5.18m에 이르는 진구사지 석등은 아깝게도 상륜부의 보개와 보주가 없어졌지만, 상륜부까지 포함하면 우리나라 석등 중 가장 큰 것으로 추정된다. 팔각의 지대석 위에 놓인 하대는 2매석으로 되었으며 팔각하대의 각 총면에는 세 장한 안상을 새기고 상하에는 굽을 돌렸다. 이 위에 올려진 연화대석 위에는 연화문이 새겨 있으며 팔면의 복연으로 팔각에 1판씩 조각하였는데 그 끝에는 큼직한 귀꽃을 달아 장식하였다. 그리고 복연대 상면에는 팔각의 받침을 각출하였으며 전면에는 운문을 새겨 돋보이도록 했다.
- 간주석은 원주형으로 중앙에는 북모양으로 배가 부른 양각대가 있고 상ㆍ하단의 주위에는 복엽팔판의 양복연을 대칭이 되도록 조각하였다. 상대석에는 낮고 높은 2단의 원형 괴임이 조출되고 측면에는 단엽 팔판에 양련이 새겨져 있다. 화사석은 팔면에 모두 장방형의 화창을 내었다. 옥개석은 하면에 3단의 괴임을 각출하였고 추녀의 낙수홈도 각이 낮다. 추녀의 전각은 반전되었고 전각 끝에는 삼선형의 큼직한 귀꽃을 입상으로 놓아서 웅장하면서도 경쾌한 모습을 보이고 있다. 낙수면의 각 합각은 뚜렷하며 상부에 복련을 놓아 상륜부를 받도록 하였다. 옥개석 정상에는 현재 팔각의 노반과 양화석 만이 남아있으나 원래는 보개와 보주 등 여러 가지 상륜부재가 있었을 것이다. 이 석등은 조각된 문양이 섬세하고 다양하여 전체적으로 조화를 이루고 있다.

### 천연기념물
- 임실 덕천리 가침박달나무 군락은 1997년 12월 30일 자연유산(천연기념물)으로 지정되었다.

중국, 한국, 만주 등에서 자라는 가침박달나무는 중국, 만주에서는 4종, 한국에서는 1종 1변종이 자라고 있으며 주로 중부 이북에 야생하는 것으로 알려져 있다. 이에 반하여 임실 관촌면의 덕천리 가침박달나무군락은 남부지방에 자생하며 보기 드물게 대규모 군락을 형성하고 있는 바 자생 남방한계선으로서의 학술적 가치를 지니고 있다. 가침박달나무는 장미과에 속하는 낙엽 관목으로 높이 2~3m이고 잎은 호색, 뒷면은 호백색이며 양면에 털이 없다. 꽃은 5월에 피며 백색, 꽃잎은 5장, 암술대 5개, 자방은 6개의 심피 가합생, 열매는 삭과로 9월에 익는다.
- 임실 덕천리 산개나리 군락은 1997년 12월 30일 자연유산(천연기념물)으로 지정되었다.

산개나리군락은 운서정으로부터 가침박달나무군락과 연접하여 있고 성미산성쪽으로 산등성이를 따라 약300그루가 집단으로 자생하고 있는 곳으로 우리나라에서 보기드물게 큰 규모이다.
산개나리는 물푸레과 낙엽관목으로 개나리와 유사하지만 잎의 뒷면 맥위와 엽병에 잔털이 있고 꽃이 더 작다. 보통 나무의 높이가 1∼2m에 이르고 어린 가지는 자줏빛이 돌며 털이 없고 2년 된 가지는 회갈색이다. 잎은 마주나고 가장자리에 잔 톱니가 있는 잎의 길이는 2∼6cm로 앞면은 녹색이며 털이 없다. 뒷면은 연한 녹색으로 맥 위에 잔털이 있다. 꽃은 3∼4월에 잎에 앞서서 피고 연한 황색이며 액생(腋生)으로 잎겨드랑이에 1개씩 달린다. 꽃의 암술은 수술보다 길다. 열매는 9∼10월에 익는다.
산개나리는 주로 서울의 북한산과 관악산, 그리고 중부지방의 일부지역에서만 자라는 것으로 알려졌으며, 남부지방에서는 발견된 바가 거의 없었다. 이곳 덕천리 산개나리 군락은 우리나라 산개나리의 분포를 이해하는 데 도움을 준다.

### 국가무형유산
- 임실필봉농악은 임실군 강진면 필봉리에서 전해져 내려오는 풍물놀이이다. 국가무형유산 제'11-마'호로 지정되어 있다.

### 등록유산
임실군내 국가 등록 유산은 4건이며, 2020년 12월 천도교 임실교당이 지정 가결되었다.
1. 임실 오수망루(任實 獒樹望樓), 등록유산, 오수면 오수로 146, 2005.05.18.
2. 임실 회문망루(任實 回文望樓), 등록유산, 덕치면 회문리 100-1, 2014.09.01.
3. 임실 운암망루(任實 雲巖望樓), 등록유산, 운암면 운암리 640-8, 2014.09.01
4. 천도교 구 임실교당(天道敎 구 任實敎堂), 등록유산, 임실읍 성가리 367, 2020.12.

### 전북특별자치도 국가유산
임실군내 지정 국가유산은 2024년 3월 기준으로 전체 60건이며, 국가 지정 유산으로 보물 1건, 천연기념물 2건, 국가무형유산 2건, 등록문화유산 4건으로 모두 9건이며, 전북특별자치도 지정 국가유산으로는 유형유산 15개소, 기념물 6개소, 무형유산 1명, 민속유산 3건, 문화유산자료 12개소로 모두 38건이며, 임실군 지정 국가유산은 13건이다. 임실군내 국가유산을 유형별로 구분하면 목조는 18개소이며, 불교 관련 11개소, 유교 관련 임실향교 대성전을 비롯하여 서원과 누정을 합쳐 13건이다. 국가무형유산으로 임실필봉농악과 한지장 홍춘수씨 등 2건이며, 도지정 무형유산은 지장(紙匠) 제35호 김일수씨가 보유자로 지정되었다. 이외에 천연기념물은 임실군 관촌면 덕천리 산개나리군락과 덕천리 가침박달나무군락으로 2건이다.
도지정 문화재 현황
1.임실 진구사지 석조비로자나불상(任實 珍丘寺址 石造毘盧慈那佛像), 유형유산, 신평면 용암2길 11-32, 1977.12.31.
2.오수리석불(獒樹里石佛), 유형유산, 오수면 오수10길 24-22, 1979.12.27.
3.학정리석불(鶴亭里石佛), 유형유산, 삼계면 학정2길 117-8, 1979.12.27.
4.만취정(晩翠亭), 유형유산, 삼계면 산수1길 64, 1983.08.24.
5.신흥사 대웅전(新興寺 大雄殿), 유형유산, 관촌면 상월로 889-19, 1985.08.16.
6.운서정(雲棲亭), 유형유산, 관촌면 관진로 61-20, 1990.06.30
7.김복규・김기종 효자정려비 및 정판(金福奎・金箕鍾 孝子旌閭碑 및 旌板), 유형유산 ,임실읍 임삼로 1590-20 ,1993.08.31.
8.임실 이도리 미륵불상(任實 二道里 彌勒佛像), 유형유산, 임실읍 봉황10길 109, 1993.08.31.
9.상이암 부도(上耳庵 浮屠), 유형유산, 성수면 성수산길 658, 1995.06.20.
10.수운정(睡雲亭), 유형유산, 신덕면 금정리 215-1, 1995.06.20.
11.삼계강사계안(三溪講舍契案), 유형유산, 오수면 둔덕2길 34-13, 1998.01.09.
12.관곡서원 소장 전적 및 고문서(館谷書院 所藏 典籍 및 古文書), 유형유산, 지사면 관기1길 32-11, 2003.05.16.
13.이석용 생가(李錫庸 生家), 기념물, 성수면 삼봉3길 56-3, 1997.07.18.
14.임실 성미산성(任實 城嵋山城), 기념물, 관촌면 덕천리 산24, 1999.04.23.
15, 상가 윷판형 암각화 유적, 기념물, 신평면 가덕리 산32 외, 2016.10.28.
16.지장(紙匠) 김일수, 무형유산, 덕치면 장암1길, 2016.11.11.
17.의견비(義犬碑), 민속유산, 오수면 오수리 332, 1971.12.01.
18.이웅재 고가(李雄宰 古家), 민속유산, 오수면 둔덕2길 59-10, 1977.12.31.
19.사곡리 남근석(沙谷里 男根石), 민속유산, 덕치면 사곡리 1019, 1998.01.09.
20.영천서원(寧川書院), 문화유산자료, 지사면 영천3길 33, 1984.04.01.
21.주암서원(舟岩書院), 문화유산자료, 지사면 방계3길 46-2, 1984.04.01.
22.신안서원(新安書院), 문화유산자료, 임실읍 신안1길 8-19, 1984.04.01.
23.해월암(海月庵), 문화유산자료, 오수면 오수8길 49-30, 1984.04.01.
24.죽림암(竹林庵), 문화유산자료, 임실읍 호반로 79-53, 1984.04.01.
25.임실향교 대성전(任實鄕校 大成殿), 문화유산자료, 임실읍 봉황7길 23, 1984.04.01.
26.노동환 가옥(盧東煥 家屋), 문화유산자료, 삼계면 후천1길 19-20, 1986.09.08.
27.상이암부도(上耳庵浮屠), 문화유산자료, 성수면 성수산길 658, 1986.09.08.
28.광제정(光霽亭), 문화유산자료, 삼계면 세심길 82, 1990.06.30.
29.양요정(兩樂亭), 문화유산자료, 운암면 입석리 490-1, 1997.07.18.
30.오괴정(五槐亭), 문화유산자료, 삼계면 삼은2길 22-31, 2000.11.17.
31.중기사 철조여래좌상, 유형유산, 신평면 용암리, 2020.6.
32.임실 진구사지, 기념물, 신평면 용암리, 2020.12.
33.독립유공자 김영원 일괄 자료, 유형유산, 운암면 청운로 409-33, 2022.0311.
34.주암서원 최덕지 영정, 유형유산, 지사면 방계3길 46-2, 2022.05.22.
35.임실 월평리 산성, 기념물, 성수면 월평리 산33, 2022.08.12.
36.임실 가덕리 하가구석기유적, 기념물, 신평면 가덕리 685-23, 2023.01.20.
37.임실 이문원 고택, 문화유산자료, 오수면 둔기길 24, 2022.12.16.
38.임실성당 사제관, 등록유산, 임실읍 이도리 588, 2023.05.26.
임실군 향토문화유산
임실군 향토문화유산은 2015년 이상형묘비가 지정된 이래, 삼청동비, 삼계석문, 단구대, 옥정암지 마애여래석불좌상, 말천방들노래, 임실현읍총병풍, 충신 이상길 정려, 현주서원 소장 전적, 월파정, 청성군 사우, 이윤성 모자 정려, 설보비 등 13개가 지정관리되고 있다.

## 관광
- 옥정호 (운암면)
- 사선대 (관촌면)
- 오수의견공원 (오수면)
- 임실치즈테마파크 (성수면)

### 사선대
관촌면 사선대는 오원천 물이 맑고 경치가 아름다워 하늘에서 신선과 선녀들이 내려와 놀았다는 전설이 깃든 곳으로 섬진강 상류 오원천과 기암절벽이 병풍처럼 둘러싸여 있어 자연경관이 빼어나 임실군에서 손꼽히는 관광명소이다. 매년 사선대에서 사선문화제를 개최하고 있으며, 인근 신덕면 오궁리 미술촌에서 직접 제작한 수준 높은 조각품들이 전시되어 있는 사선대 조각공원, 청소년 수련원, 목조문화재 체험장 등을 갖추고 있어 가족끼리 혹은 직장 동료와 함께 찾아와 맑은 공기와 수려한 경치를 배경으로 가벼운 놀이를 즐기면서 휴식을 취하기에도 좋은 곳이다. 또한 사선대를 둘러 싸고 있는 산자락에서 운서정(지방유형문화재153호)까지 이르는 길은 아름다운 수목과 그늘 밑 벤치등 휴식시설이 잘 갖춰져있어 산책코스로도 좋다.

### 임실치즈마을
임실치즈마을에서는 치즈만들기, 경운기타기체험, 피자만들기체험, 소시지만들기 체험, 송아지우유주기 등의 체험을 할 수 있는 곳이다.

## 교통
- 버스:임실시외버스터미널, 오수터미널
- 기차:전라선 임실역, 오수역
- 고속도로:순천완주고속도로 임실 나들목, 오수 나들목

## 인물
국권회복기 최초의 전북의병장, 정재(精齋) 이석용(李錫庸) 선생(성수 삼봉, 1878.11.29-1914.4.4)
1905년 일본이 강제로 을사조약을 체결하자 일본의 간계를 서한으로 호소하고 1907년 9월 12일 기삼연(奇參衍) 등의 호남유림들과 호남창의동맹(湖南倡儀東盟)을 결성하여 의진약속 15개조항과 의령10조를 선포하고 호남의병장에 추대되셨음. 그후 임실․남원․진안․장수 등지에서 의병활동을 펼치며 12차례의 대소 전투에서 혁혁한 공을 세웠음. 1912년 임자동밀맹단을 조직하여 의병활동을 하던중 1913년 체포되어 1914년 대구 형무소에서 교수형으로 순국하였음. 생전에 일본이 망하는 것을 보고 이 나라를 지키는 수호신이 되는 것이 평생 소원이라는 유지를 따라 선생의 유해는 전남 영암군 삼호면 가지동의 해변가 산봉우리에 안치되었다가 1995년 소충사 성역화사업이 끝나고 선생 휘하에서 함께 활동했던 28의사와 함께 소충사에 안장되어 있음.(1962년 3월 1일 건국훈장 독립장 추서)
우국지사 김영원(金塋遠) 선생(운암 선거, 1852～1919)
1889년 동학에 입교하여 1894년 동학농민혁명에 참여하였으며, 1906년 천도교 민족학교인 삼화학교에서 민족교육을 추진하였으며, 후에 임실 및 순창지역 천도교 교구장을 역임하였다. 1919년 운암면 지천리 천도교 교구실에서 동지를 규합하여 임실지역 3.1만세운동을 지휘하던 중 체포되어 8월 8일 전주형무소에서 순국하였다.(1963년 대통령표창 추서)
민족대표 비암(沘菴) 박준승(朴準承) 선생(청웅 남산, 1866.11.24～1921.3.23)
임실지구 천도교 간부로 활동하였으며, 1894년 동학혁명이 실패하자 검정 상복을 입기 시작하였음. 이후 천도교 정읍 지구 접주를 거쳐, 1916년에는 전라도 도사(道師)가 되었음. 1919년 3·1 독립만세 33인의 민족대표로 활동하였고, 장성·남원·임실 등 각지의 만세운동 궐기를 주도하였으며, 3월 1일 명월관에서 독립선언서를 낭독한 후 체포되었다가, 심한고문으로 1921년 옥하하였음. (1962년 3월 1일 건국훈장 대통령장 추서)
임실지역의 3.1독립만세운동 봉기 주도, 우국지사 한영태(韓榮泰) 선생(운암 입석, 1878.3.10～1919.3.5)
일본강점기에 임실군 천도교 교구장으로 1919년 3월 1일 독립만세시위가 일어나자 최승우(崔承雨)․ 강계대(姜啓大)·박판덕(朴判德)·한준석(韓俊錫)·김영원(金榮遠) 등과 함께 임실군 일대 독립만세운동을 주도하였음. 이후 시위사건 주동자로 체포되어 전주형무소에서 압송되어 3일간 가혹한 고문을 당하자 혹 실신 끝에 헛소리라도 동지들의 이름을 누설할까봐 1919년 3월 9일 자결하였다.(1991년 건국훈장 애국장 추서)

## 자매 도시
- 대한민국 서울특별시 강서구, 은평구, 중랑구
- 대한민국 부산광역시 부산진구
- 대한민국 광주광역시 남구
- 중화인민공화국 랴오닝성 푸순시 칭위안 만족 자치현
- 중화인민공화국 산둥성 빈저우시
- 미국 미네소타주 와세카군